# Чукотски район
Чукотски район (на руски: Чукотский район; на чукчи: Чукоткакэн район) е административна единица и общински район в Чукотския автономен окръг, Русия. Това е най-източния общински район в Русия. Административен център на района е село Лаврентия. Площта на района възлиза на 30 700 km², а населението наброява 4510 души през 2015 г. Районът е населяван основно от чукчи и юпики.

## Населени места
| Населено място | Население |
| -------------- | --------- |
| село Инчоун    | 377       |
| село Лаврентия | 1426      |
| село Лорино    | 1098      |
| село Нешкан    | 648       |
| село Уелен     | 670       |
| село Енурмино  | 291       |

## Население
| 2002 | 2009 | 2010 | 2012 | 2013 | 2014 | 2015 |
| ---- | ---- | ---- | ---- | ---- | ---- | ---- |
| 4541 | 4622 | 4838 | 4808 | 4709 | 4603 | 4510 |

### Етнически състав
Чукотският район има най-висок дял на коренното население в Чукотка. Коренните народи възлизат на 85% от населението, а останалите 15% са основно руснаци. Съставът на коренните народи е: 88,5% – чукчи, 11,1% – ескимоси и 0,4% – юкагири, евени, чуванци, ителмени.

## Икономика
Тъй като по-голямата част от населението са коренни народи, икономиката на района се базира основно на селското стопанство – риболов и еленовъдство.